# Passiflora exura
Passiflora exura är en passionsblomsväxtart som beskrevs av C. Feuillet. Passiflora exura ingår i släktet passionsblommor, och familjen passionsblomsväxter. Inga underarter finns listade i Catalogue of Life.